# Leticia (Tarma)
Leticia o La Union Leticia es una localidad ubicada en el departamento Junín, provincia de Tarma, distrito de La Unión. Es capital del distrito homónimo, fundada por ley 8253  el 30 de abril de 1936 y se encuentra a 3 520 m s. n. m.

## Etimología
La ciudad de Leticia lleva el nombre en honor al antiguo pueblo peruano que ante los continuos conflictos con Colombia pasó a ser parte de dicho país del norte.

## Historia
Fue creado mediante la ley del congreso número 08253 el 30 de abril de 1936.

## Autoridades
Alcalde: Rolando Rupay (2019-2022)